# Amphoe Sangkhla Buri
 Amphoe Sangkhla Buri (auch Sangkhaburi, thailändisch อำเภอสังขละบุรี) ist ein Landkreis (Amphoe – Verwaltungs-Distrikt) im nördlichen Teil der Provinz Kanchanaburi. 
Die Provinz Kanchanaburi liegt im Westen der Zentralregion von Thailand an der Grenze zu Myanmar (Birma).

## Geographie

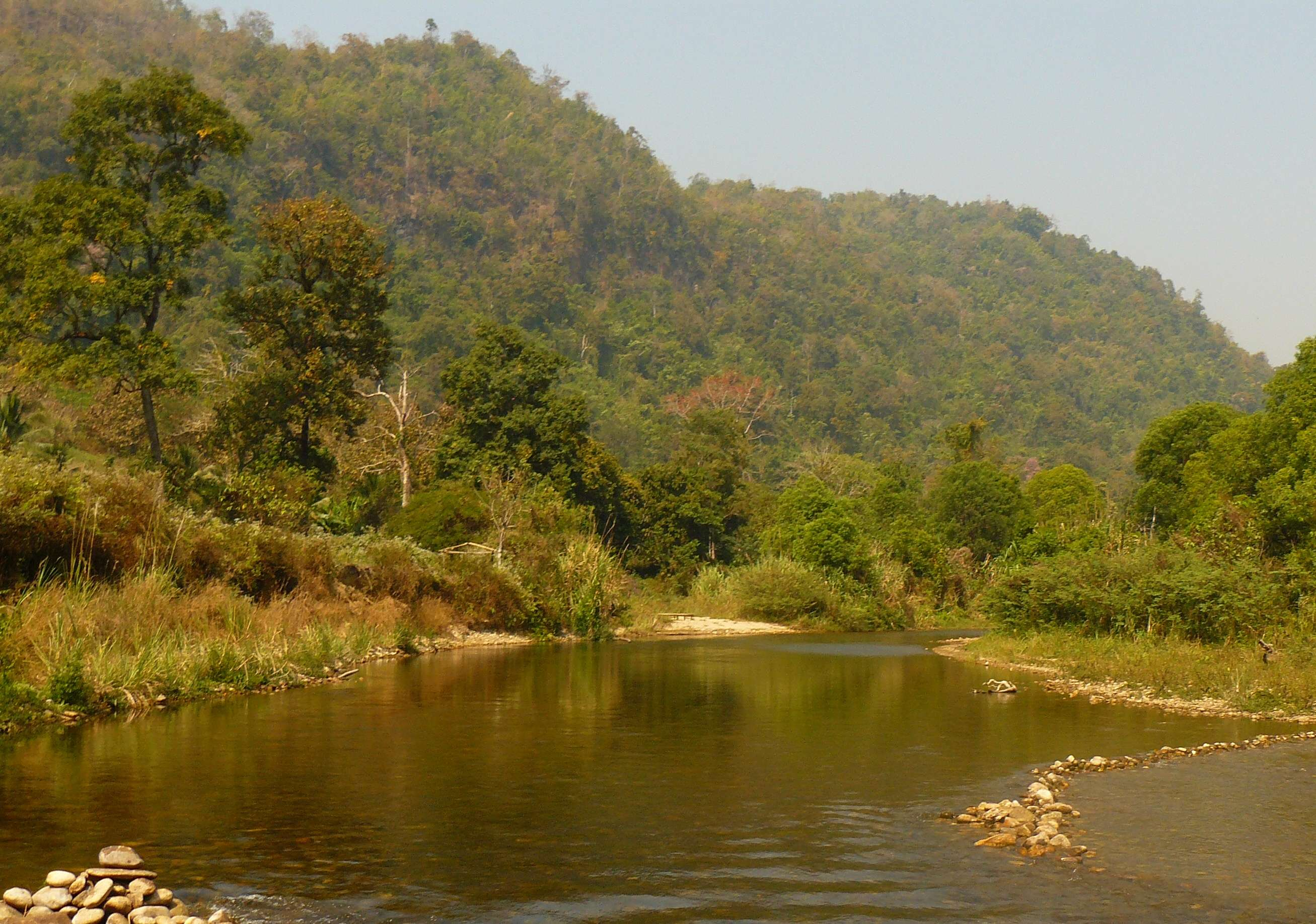
Ranti-Fluss an der Grenze des Wildschutzgebiets Thung Yai Naresuan zum Nationalpark Khao Laem

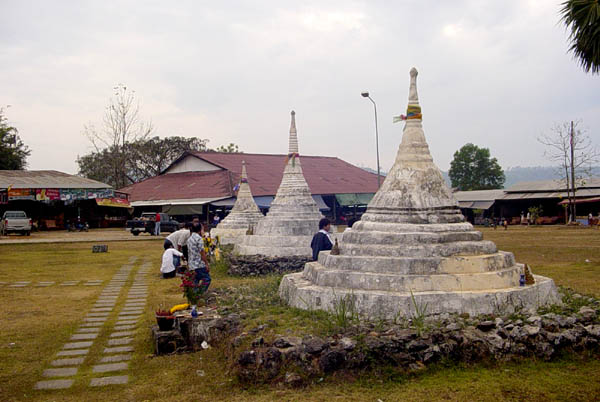
Drei-Pagoden-Pass

Die benachbarten Landkreise und Gebiete sind im Uhrzeigersinn von Westen aus: die Tanintharyi-Division, der Mon-Staat und der Kayin-Staat von Myanmar, Amphoe Umphang der Provinz  Tak sowie Amphoe Thong Pha Phum der Provinz Kanchanaburi.
Amphoe Sangkhla Buri wird von den Bergen der Tenasserim-Kette durchzogen und ist größtenteils dicht bewaldet. Die Bevölkerungsdichte ist mit 13 Einwohnern/km² sehr gering. Es gibt keine größeren Städte. In den Bergen entspringen zahlreiche Flüsse, die größtenteils den Vajiralongkorn-Stausee speisen, dessen nördlicher Teil in diesem Bezirk liegt und der in den Mae Nam Khwae Noi (Khwae-Noi-Fluss) abfließt.
In Amphoe Sangkhla Buri liegt der nördliche Teil des Nationalparks Khao Laem sowie der südwestliche Teil des Wildschutzgebiets Thung Yai Naresuan.
Amphoe Sangkhla Buri hat einen Grenzübergang zu Myanmar am Drei-Pagoden-Pass, der in der Geschichte der beiden Länder mehrfach eine Rolle gespielt hat.

## Geschichte

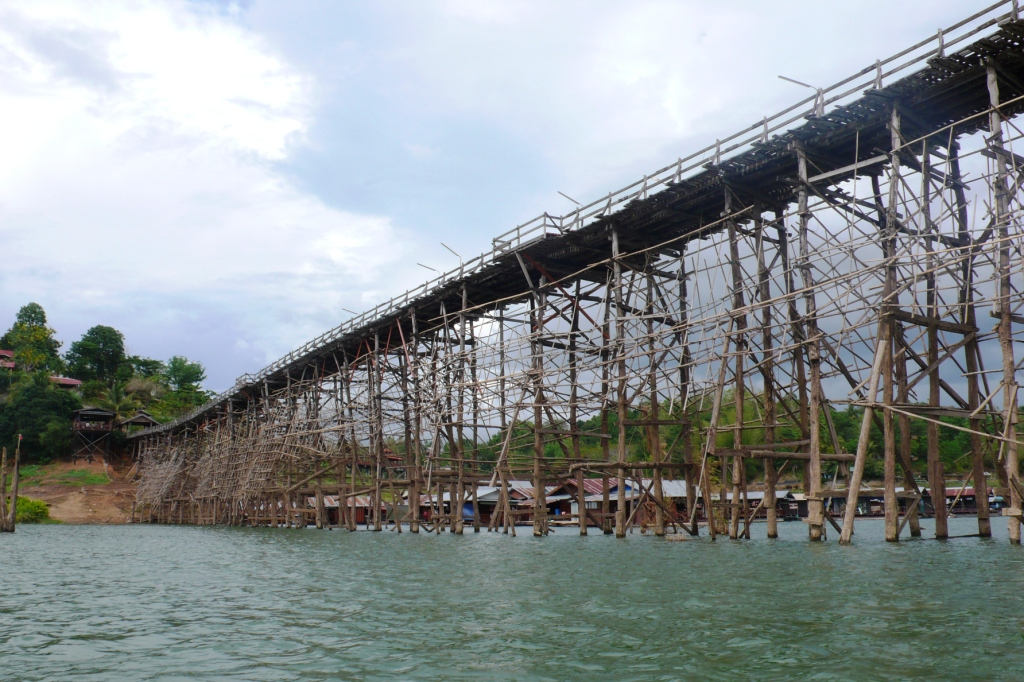
Mon-Brücke über den Songkaria in Wang Ka

Im Jahr 1939 wurde der Landkreis Wang Ka (วังกะ) in Sangkhla Buri umbenannt. Dieser Name gehörte zuvor zum „Zweigkreis“ (King Amphoe) Thong Pha Phum.
Am 20. Mai 1949 wurde der Kreis zum „Zweigkreis“ (King Amphoe) herabgestuft und dem Landkreis Thong Pha Phum zugeordnet. Zu jener Zeit gehörten die Tambon Nong Lu, Prangphle, Laiwo und Lang Phu Sa zum Kreis.
Am 27. Juli 1965 wurde er wiederum in den Amphoe-Status erhoben.

## Wirtschaft
- Ausgewählte OTOP-Produkte des Landkreises[4]
  - Reisigbesen
  - „Fischprodukte“, gebackene Bananen
  - Reiswein, Galgant-Wein (aus Kaempferia pandurata)

## Sehenswürdigkeiten

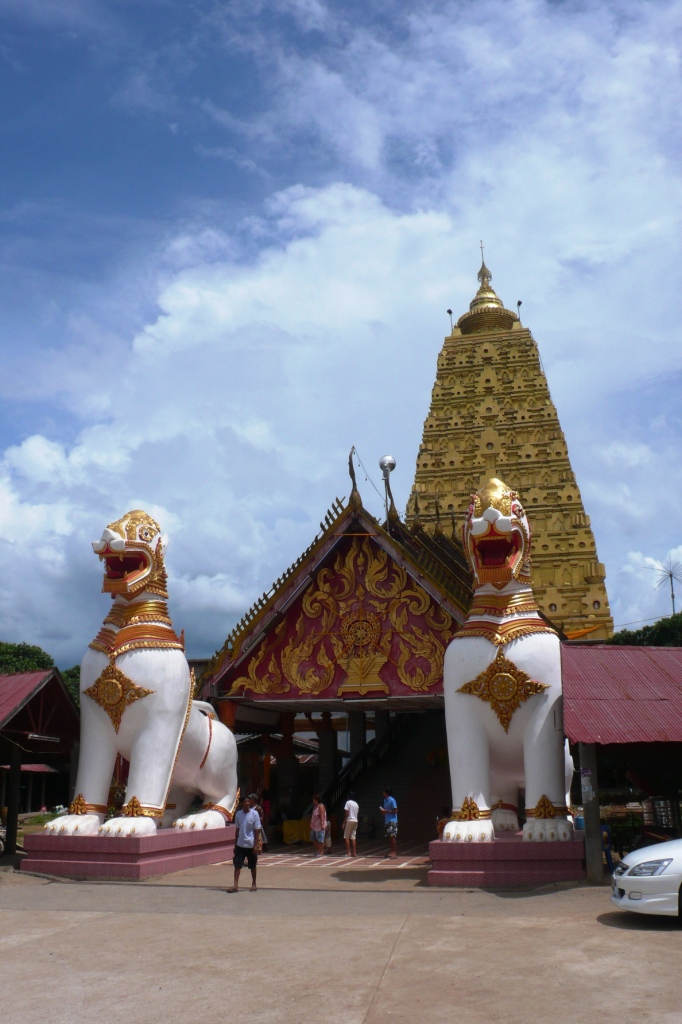
Chedi Phutthakaya im Wat Wang Wiwekaram

- Wat Wang Wiwekaram (วัดวังก์วิเวการาม) – ein alter buddhistischer Tempel (Wat) der Volksgruppe der Mon liegt am Ufer des Vajiralongkorn-Stausees. Der große Chedi Phutthakaya ist dem Mahabodhi-Tempel in Bodhgaya im nordöstlichen indischen Bundesstaat Bihar nachempfunden.

## Verwaltung

### Provinzverwaltung
Der Landkreis Sangkhla Buri ist in drei Tambon („Unterbezirke“ oder „Gemeinden“) eingeteilt, die sich weiter in 20 Muban („Dörfer“) unterteilen.
| Nr. | Name       | Thai   | Muban | Einw.  |
| --- | ---------- | ------ | ----- | ------ |
| 01. | Nong Lu    | หนองลู  | 10    | 28.291 |
| 02. | Prang Phle | ปรังเผล | 04    | 05.377 |
| 03. | Laiwo      | ไล่โว่   | 06    | 04.727 |

### Lokalverwaltung
Es gibt eine Kommune mit „Kleinstadt“-Status (Thesaban Tambon) im Landkreis:
- Wang Ka (Thai: เทศบาลตำบลวังกะ) bestehend aus Teilen des Tambon Nong Lu.

Außerdem gibt es drei „Tambon-Verwaltungsorganisationen“ (องค์การบริหารส่วนตำบล – Tambon Administrative Organizations, TAO)
- Nong Lu (Thai: องค์การบริหารส่วนตำบลหนองลู) bestehend aus Teilen des Tambon Nong Lu.
- Prang Phle (Thai: องค์การบริหารส่วนตำบลปรังเผล) bestehend aus dem kompletten Tambon Prang Phle.
- Laiwo (Thai: องค์การบริหารส่วนตำบลไล่โว่) bestehend aus dem kompletten Tambon Laiwo.